# Línea 800 (micros amarillas)
La Línea 800 fue parte del antiguo sistema de transporte público de la ciudad de Santiago de Chile, conocido popularmente como micros amarillas. Prestó servicios hasta el inicio de la puesta en marcha del sistema de transporte público Transantiago el 10 de febrero de 2007.
Unía las comunas de Maipú y Puente Alto, a través de importantes calles y avenidas, como Av. Rinconada, Camino a Melipilla, Av. Lo Espejo, Gran Avenida, Trinidad, Vicuña Mackenna, Gabriela y El Peñón. 
Su recorrido y servicio, permitía el acceso de sus pasajeros a importantes zonas comerciales y de servicios de las diferentes comunas que atravesaba.
Hasta su último servicio, fue operada por la empresa Transportes Tobalaba Maipú Ltda.

## Historia
La línea 800 inició sus operaciones junto con el plan del Nuevo Sistema Licitado de Locomoción Colectiva en 2002.
En el inicio del plan, el recorrido principal no ingresaba a Puente Alto, sino que solo llegaba hasta Tobalaba, a un costado de la avenida Vicuña Mackenna, lugar donde se acopiaban los buses en la vía local. Los problemas de cobertura de las primeras semanas de las micros amarillas, y la necesidad de operar desde un terminal establecido y no desde la vía pública, causaron que el servicio 800 fuera extendido por Vicuña Mackenna hasta llegar a El Peñón en donde funcionaba su principal depósito, siendo operado por Transportes Tobalaba Maipú Ltda.

## Trazado
| - Comuna de Maipú - Camino a Rinconada - La Galaxia - Agua Santa - La Galaxia - Av. Portales - Av. Las Naciones - José Manuel Borgoño - Av. 3 Poniente - Camino a Rinconada - Carmén - Av. 5 de abril - Av. Los Pajaritos - Camino a Melipilla (Ruta 78) - Av. Lo Espejo - Comuna de San Bernardo y El Bosque - Av. Lo Espejo - Comuna de El Bosque y La Cisterna - Gran Avenida José Miguel Carrera - Comuna de La Cisterna y San Ramón - Vicuña Mackenna - Comuna de San Ramón - Pedro Aguirre Cerda - Riquelme - Caupolicán - Comuna de La Granja - Esperanza - Benjamin Subercaseaux - Joaquín Edwards Bello - Av. Manuel Rodríguez - Comuna de La Florida - Av. Trinidad - Av. Vicuña Mackenna - Comuna de Puente Alto - Av. Vicuña Mackenna - Av. Concha y Toro - Av. Gabriela Oriente - Las Nieves Oriente - Av. El Peñón | - Comuna de Puente Alto - Av. El Peñon - Las Nieves Oriente - Av. Gabriela - Av. Concha y Toro - Comuna de La Florida - Av. Vicuña Mackenna - Av. Trinidad - Comuna de La Granja - Av. Manuel Rodríguez - Joaquín Edwards Bello - Benjamin Subercaseaux - Comuna de San Ramón - Esperanza - Caupolicán - Riquelme - Pedro Aguirre Cerda - Alpatacal - San Francisco - Comuna de La Cisterna - Vicuña Mackenna - Julio Covarrubias - Riquelme - Gran Avenida José Miguel Carrera - Trinidad Ramírez - Capricornio - Av. Lo Espejo - Comuna de Cerrillos - Av. Lo Espejo - Comuna de Maipú - Av. Lo Espejo - Camino a Melipilla (Ruta 78) - Alberto Llona - Av. 5 de Abril - Carmén - Camino a Rinconada - Av. 3 Poniente - José Manuel Borgoño - Av. Las Naciones - Av. Portales - La Galaxia - Agua Santa - La Galaxia - Camino a Rinconada |

## Flota
La empresa operadora de la línea 800, Transportes Tobalaba Maipú Ltda,. realizaba la operación del servicio utilizando buses reacondicionados y minibuses de chasis Mercedes-Benz.
- Datos: Q22695738